# Kana (mjesečnik)
Kana, hrvatska kršćanska obiteljska mjesečna revija. Izlazi od 1970. godine. Izdaje ju Kršćanska sadašnjost. Prvi urednik bio je Vjekoslav Bajsić. Od 1972. ju je uređivao Josip Turčinović. Nakon njega uredničko mjesto preuzeo je Albert Turčinović 1979. godine. Urednikom je bio do 2019. godine kad mjesto urednice je preuzela Maja Petranović. Od 1972. je izašao prilog za Istru Ladonja.

## Povezano
- Glas Koncila
- Veritas

## Vanjske poveznice
Mrežna mjesta
- Kršćanska sadašnjost
- Kana Hrvatska enciklopedija
- Marito Mihovil Letica, O kršćanskoj obiteljskoj reviji ″Kana″ u povodu 50. obljetnice, www.vaticannews.va, 31. svibnja 2020.